# Dział Jawornicki
Dział Jawornicki (niem. Mittelberg) – grzbiet Gór Sowich w Sudetach Środkowych. Grzbiet rozdziela Góry Sowie na dwie części: zachodnią i wschodnią. 

## Położenie i opis
Mały grzbiet górski w północnej części Gór Sowich położony między potokami: Walimka i Jaworzyna. Rozdziela Góry Sowie na dwie nierówne części, mniejszą część zachodnią, z Włodarzem (811 m n.p.m.) i Osówką (707 m n.p.m.) i zasadniczą część wschodnią. Posiada kilka kulminacji z Chłopską Górą (576 m n.p.m.) i najwyższą Stankową (626 m n.p.m.). Obszar Działu Jawornickiego w większości pokrywają łąki, a tylko na stromych zboczach i szczytach rośnie las świerkowo-bukowy. U podnóża położone są miejscowości Jugowice i Walim. 
Wzdłuż północno-wschodniego zbocza podnóżem prowadzi droga wojewódzka nr 383.

## Szlaki turystyczne
Południowo-zachodnim zboczem prowadzi szlak turystyczny: 
- czarny  - Szlak Martyrologii z Jugowic do Głuszycy[1].

## Ciekawostki
- Wzdłuż północno-wschodniego zbocza, ślady starego nieczynnego już szlaku kolejowego Walim - Jugowice[1].
- Dział Jawornicki oraz pobliski Dział Michałkowski w dawnej niemieckiej terminologii topograficznej były oznaczone taką samą nazwą, tzn. Mittelberg[3].

W masywie Chłopskiej Góry podziemny kompleks sztolni z okresu II wojny światowej – „Kompleks Jugowice” jeden z programu  Olbrzym niem. Riese.